# Ревнянський дуб
Ревня́нський дуб — ботанічна пам'ятка природи місцевого значення в Україні. Розташована в межах Мамаївської сільської громади Чернівецького району Чернівецької області, на південний захід від села Ревне.
Площа 0,01 га. Статус присвоєно згідно з рішенням облвиконкому від 30.05.1979 року № 198. Перебуває у віданні ДП «Чернівецький лісгосп» (Ревнянське л-во, між кв. 10, 11 і 12).
Статус присвоєно для збереження одного дерева дуба звичайного віком понад 320 років.